# تاريخ الولايات المتحدة (1776–1789)
بين عام 1776 حتى عام 1789، أثبتت الولايات المتحدة نفسها كدولة مستقلّة، بعد وضع دستورها الجديد وتصديقها عليه، متبوعاً بإنشاء حكومتها الوطنية. ولتأكيد حقوقهم الأصيلة، استولى الوطنيّون الثوريّون الأمريكيون على إدارة المستعمرات البريطانية، وشنّوا حرباً للاستقلال عن التاج البريطاني. أعلن الأمريكان الاستقلال في 4 يوليو 1776 معلنين أنّ «جميع الناس سواسية». شكّل الكونغرس الأمريكي ما يُسمّى بالجيش القارّي وأسند قيادته إلى الجنرال جورج واشنطن، وعقد تحالفاً مع فرنسا وهزم حملتَيّ غزوٍ بريطانيّتين. سعياً من الوطنيّين الأمريكان لتثبيت أركان الحكومة الفدراليّة في الدفاع وجباية الضرائب، استبدلوا وثائق الكونفدراليّة بدستور الولايات المتحدة في العام 1789، والذي ما زال معمولاً به حتى يومنا هذا.

## خلفية تاريخية
خلال القرنين السابع عشر والثامن عشر، سمحت بريطانيا لمستعمراتها في أمريكا بإدارة شؤون أنفسها، في سياسةٍ غير رسميّة عُرِفت باسم الإهمال المفيد. لهذا السبب، كانت المستعمرات مستقلةً نسبياً، وكان لدى نصف الرجال البيض فيها حق التصويت، مقارنةً بنسبة 1% فقط في بريطانيا. طوّر قاطنو المستعمرات هويّات وأنظمةً سياسيّة خاصةً بهم، أثبتت تفرّداً واختلافاً عمّا هي عليه في بريطانيا. كانت الإيديولوجيا السياسيّة جمهوريّة الهوى، ترفض الحُكم الملكي والأرستقراطيّة والفساد؛ وتطالب بسيادة الشعب وتشدد على المواطَنَة.
بعد انتصارها في الحرب الفرنسية والهنديّة للسيطرة على أمريكا الشمالية في 1763، بدأت الحكومة البريطانية بفرض الضرائب على الأمريكان بطريقة استفزّتهم، هم الذين اشتكوا من عدم تمثيلهم في البرلمان البريطاني، كونهم غير مذكورين أصلاً في الدستور البريطاني. بعد فرض بريطانيا في العام 1765 قانوناً يُعرف باسم قانون الطابع (الذي يُلزم الأمريكان بشراء الطوابع للأوراق الرسمية) تزايدت الخلافات مع لندن. ابتداءً مِن العام 1772، أخذ مستوطنو المستعمرات ينقلون الشرعية السياسية إلى أنفسهم شيئاً فشيئاً، من خلال تشكيل حكومات ظِلٍّ بناءً على لجان المراسلات التي نسّقت الاحتجاجات والمقاومة.
عُقِد الكونغرس القارّي الأول في 1774 للشروع في مقاطعة تجارية لبريطانيا. كانت 13 مستعمرة ممثّلةً في الكونغرس. بينما خضعت المستعمرات الأخرى للقبضة البريطانيّة الصلبة ولم تتمكن من التمرّد.
في العام 1773 ومع بلوغ المقاومة ضد البريطانيين في مدينة بوسطن ذروتها بحركة الاحتجاج السياسيّة التي أُطلق عليها تسمية «حفلة شاي بوسطن» المتمثّلة برمي شحنات الشاي المفروض عليها الضرائب في البحر، فرضت لندن على مستعمرة ماساتشوستس حزمة قوانين أسمتها «القوانين القسريّة» بينما أسماها الأمريكيون «القرارات التي لا تطاق» جرّدت ماساتشوستس من ميزة الحُكم الذاتي، وأرسلت الجيش البريطاني ليُحكم السيطرة عليها.
جهّز الوطنيّون الثوريّون في ماساتشوستس وغيرها من المستعمراتِ جيوشهم واستعدّوا للقتال.

## الثورة الأمريكية

### دور جورج واشنطن
خلال حرب الاستقلال، أدّى جورج واشنطن خمسة أدوارٍ مختلفة.
أولاً، وضع الاستراتيجية العامة للحرب بمساعدة الكونغرس، بهدفٍ واحدٍ يجب تحقيقه: الاستقلال.
ثانياً، قاد بنفسه الجنودَ الأمريكان ضدّ القوات البريطانية بين 1775 و1777 ومرة أخرى في 1781. رغم هزيمته في معظم معاركه، لم يسمح لقوّاته بالاستسلام خلال الحرب، وواصل محاربة البريطانيين بشراسة حتى نهاية الحرب.
ثالثاً، أوكل إليه الكونغرس مهمّة انتقاء وتوجيه الجنرالات.
رابعاً، كان مسؤولاً عن تدريب المقاتلين وتأمين الإمدادات، من الطعام مروراً بالبارود وليس انتهاءً بالخيام.
خامساً، كان أهمّ أدواره التي أدّاها والذي جسّد المقاومة المسلّحة ضد التاج البريطاني هو خدمته كممثلٍ عن الثورة.

### بدء الأعمال القتالية العسكريّة
في 19 أبريل 1775، أرسل الحاكم البريطاني العسكري فرقةً عسكرية لمصادرة البارود واعتقال قادة المقاومة المحلية في كونكورد. وفي ليكسنغتون، ماساتشوستس، وقعت مناوشة مع الميليشا المحليّة، خلّفت ثمانية مستوطنين قتلى. فشل البريطانيون في تحقيق هدفهم في كونكورد، وخلال انسحابهم إلى بوسطن وقعوا في كمينٍ نصبته لهم قوة تبلغ 3800 عنصر من عناصر المقاومة. أشعلت معارك ليكسينغتون وكونكورد فتيل حرب الاستقلال الأمريكية. ومع انتشار أخبار الموقعة، طردت حكومات الظلّ المحليّة في المستعمرات الثلاث عشرة المسؤولين الملكيين وأرسلت قوّاتها إلى بوسطن لمحاصرة البريطانيين فيها.
انعقد الكونغرس القاري الثاني في مدينة فيلاديلفيا، بينسلفانيا، على إثر المناوشات المسلّحة في أبريل. بحضور ممثلين عن المستعمرات الثلاثة عشر، بدأ الكونغرس بتنظيم نفسه كحكومة مركزية للاطلاع بالشؤون الدبلوماسية، وطلب من المستعمرات أن تضع دساتيرها الخاصة على أساس أنها ولايات.
بالنسبة لأنصار الملكية، فلم يلحق بهم الأذى ما التزموا الصمت؛ أما ما لم يكن مقبولاً فهو الدعم اللفظي أو المالي أو العسكري للملكيّة، الذي أفضى في أحيانٍ كثيرة إلى مصادرة ممتلكات أصحابها، الذين فرّ معظمهم إلى مناطق سيطرة البريطانيين، ولا سيما مدينة نيويورك.

### إعلان الاستقلال

توقيع الكونغرس القاري على إعلان استقلال المستعمرات عن الإمبراطورية البريطانية يوم 4 يوليو عام 1776.

في الثاني من يوليو 1776، كان الكونغرس القاري الثاني ما يزال ينعقد في فيلاديلفيا، وصوّت بالإجماع على إعلان استقلال «الولايات المتحدة الأمريكية». بعد يومين، في 4 يوليو، تبنّى الكونغرس إعلان الاستقلال، الذي ذكر أنّ «جميع البشر خُلِقوا متساوين» ولهم «حقوقٌ غير قابلة للتصرّف، منها حق الحياة والحرية والسعي لتحقيق السعادة» وأنّه «من أجل تأمين هذه الحقوق، تُقام الحكومات للبشر مستقيةَ سلطاتها العادلة بموافقةٍ من المحكومين». ومنذ ذلك التاريخ يُحتفل بالـ 4 من يوليو في كلّ عام كعيد للولايات المتحدة.

### حملات عام 1776 وعام 1777
في أغسطس 1776، مال ميزان القوى العسكرية لصالح البريطانيين الذين حطّت جيوشهم في نيويورك وهزمت الجيش القارّي قليل الخبرة في معركة لونج آيلاند التي شهدت أضخم معارك الحرب. استولى البريطانيون على نيويورك وكادوا يلقون القبض على الجنرال واشنطن نفسه. ثبّت البريطانيون سطوتهم العسكرية والسياسية في نيويورك وجعلوها قاعدة انطلاقٍ لهم في أمريكا الشمالية، وبقيوا فيها حتى العام 1783. كانت نيويورك ملاذاً آمناً لمناصري الملكيّة، ونقطةً رئيسية لعمل شبكة التجسس التي بثّها جورج واشنطن في المدينة.
في بداية العام 1777، وضعت بريطانيا خطة إستراتيجية عظمى، حملة ساراتوغا. كان من ضمن الخطة أن يلتقي جيشان بريطانيان في ألباني، نيويورك من الشمال والجنوب، ما يعني تقسيم المستعمرات إلى قسمين وفصل منطقة نيو إنغلاند عن غيرها.
اشتبك البريطانيون والمقاومون الأمريكان في معركة ساراتوغا، التي شهدت ميل الكفّة إلى صالح الأمريكان وأثبتت للبريطانيين أنهم يمتلكون القوّة والتصميم للاستمرار في القتال، خلافاً للصورة الذهنية عنهم أنّهم مجموعة من الرعاع سريعي الانهزام.
شجّع الانتصارُ الأمريكي في معركة ساراتوغا الفرنسيين على عقد تحالفٍ عسكريّ مع الأمريكيين في معاهدة التحالف 1778. بعد ذلك سارعت كلٌّ مِن إسبانيا وهولندا إلى الانضمام للتحالف، وكانت كلتاهما قوّة بحريّة كُبرى ومن صالِحها تقويض قوة بريطانيا العسكرية. في هذه المرحلة، واجهت بريطانيا شبحَ نشوب حربٍ أوروبية كُبرى، وأدى اشتراك الأسطول البحري الفرنسي في القتال إلى تحييد التفوّق العسكري السابق لبريطانيا بحراً. وجدت بريطانيا نفسها دون حلفاء، وواجهت كذلك احتمالية عزوٍ معادٍ عبر القتال الإنجليزي.

### توجّه البريطانيين نحو الجنوب 1778 - 1783
تمخّض المشهد العسكري الآن عن إحكام البريطانيين السيطرة على مُعظم مدن الساحل الشمالي، وسيطرة الوطنيين الثوريّين الأمريكان على المناطق الداخلية؛ دفع ذلك البريطانيين إلى محاولة السيطرة على ولايات الجنوب. أدرك قادة الجيش البريطاني أنّ ضآلة أعداد الجنود لديهم ستستدعي الحاجة إلى تحشيدٍ واسع النطاق لأنصار المَلَكيّة.
تحرّك البريطانيون، ولكن لم يُسرع لنجدتهم الكثير من أنصار الملكيّة. زحف الجيش البريطاني بقيادة لورد كورنواليس إلى يوركتاون، فيرجينيا حيث توقّعوا أن تلحقهم إمدادات الأسطول البريطاني. هزم الأسطول الفرنسي الأسطول البريطاني، وحُوصِر الجيش البريطاني في يوركتاون تحيط به القوات الأمريكية بقيادة جورج واشنطن بالإضافة إلى الجيش الفرنسي. استسلم لورد كورنواليس في 19 أكتوبر 1781.
أدّى هذا الاستسلام فعلياً إلى إنهاء القتال في جبهات الحرب بكاملها، رغم استمرار القتال البحري.
كان الملك البريطاني جورج الثالث راغباً باستمرار القتال، لكنه لم يجد دعماً من البرلمان الذي عارض الحرب. وأخيراً رضخ الملك ووافق على إجراء مفاوضات الصلح.

## فترة التحالف الكونفدرالي: 1783 - 1789
في ثمانينيات القرن الثامن عشر، كانت أمريكا عبارة عن تحالفٍ كونفدرالي فضفاضٍ بين الولايات الثلاث عشرة، تعصفُ به الأزمات الداخلية والخارجية. انخرطت الولايات تلك بدورها في منافساتٍ تجارية ضدّ بعضها بعضاً، وواجهت صعوبةً في إخماد تمرّد شايز في ماساتشوستس. كانت الخزينة فارغةً، وما من طريقةٍ لإيفاء ديون الحرب. لم يكن ثمة سلطة تنفيذية وطنية حينها.

### الاجتماع الدستوري
دعا الكونغرس الأمريكي المنعقد في نيويورك الولايات إلى ابتعاث مندوبين للاجتماع الدستوري في فيلاديلفيا.
رغم أن هدف الاجتماع المُعلن كان لتعديل موادّ وثائق الكونفدرالية، فقد كان العديد من المندوبين -بما في ذلك جيمس ماديسون- وجورج واشنطن كانوا يرغبون في الاستفادة من الاجتماع لوضع دستور جديد للولايات المتحدة. انعقد الاجتماع في مايو 1787، ومباشرةً اختار مندوبو الولايات جورج واشنطن ليرأس الاجتماع. أثبت ماديسون وجوده كقوّة دافعة في الاجتماع، محققاً التنازلات المرضية للجميع واللازمة لتشكيل حكومةٍ قوية تحظى بقبول جميع الولايات.
دعا الدستور الذي اقترحه الاجتماع إلى تشكيل حكومة فدرالية محدودة النطاق، ولكن مستقلةً وذات سلطة تعلو جميع الولايات، ومن ضمن الأدوار الموكلة إليها فرض الضرائب، ولها فروع تنفيذية وقضائية.